# Bahnhof Osthofen

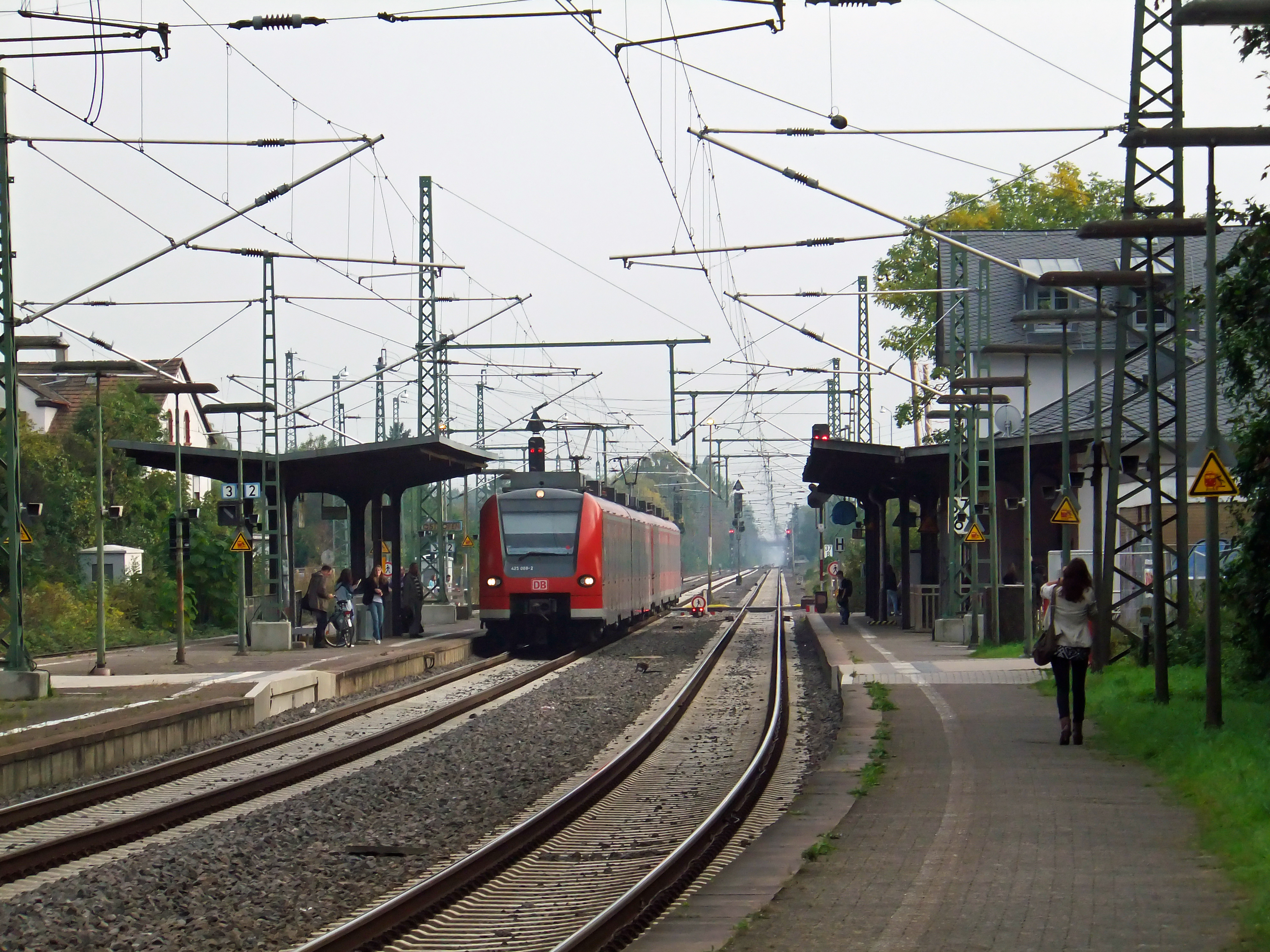
Bahnsteiganlagen des Bahnhofs Osthofen vor der Modernisierung für die Einführung der S-Bahn RheinNeckar auf der Bahnstrecke zwischen Mainz und dem Hauptbahnhof von Ludwigshafen am Rhein

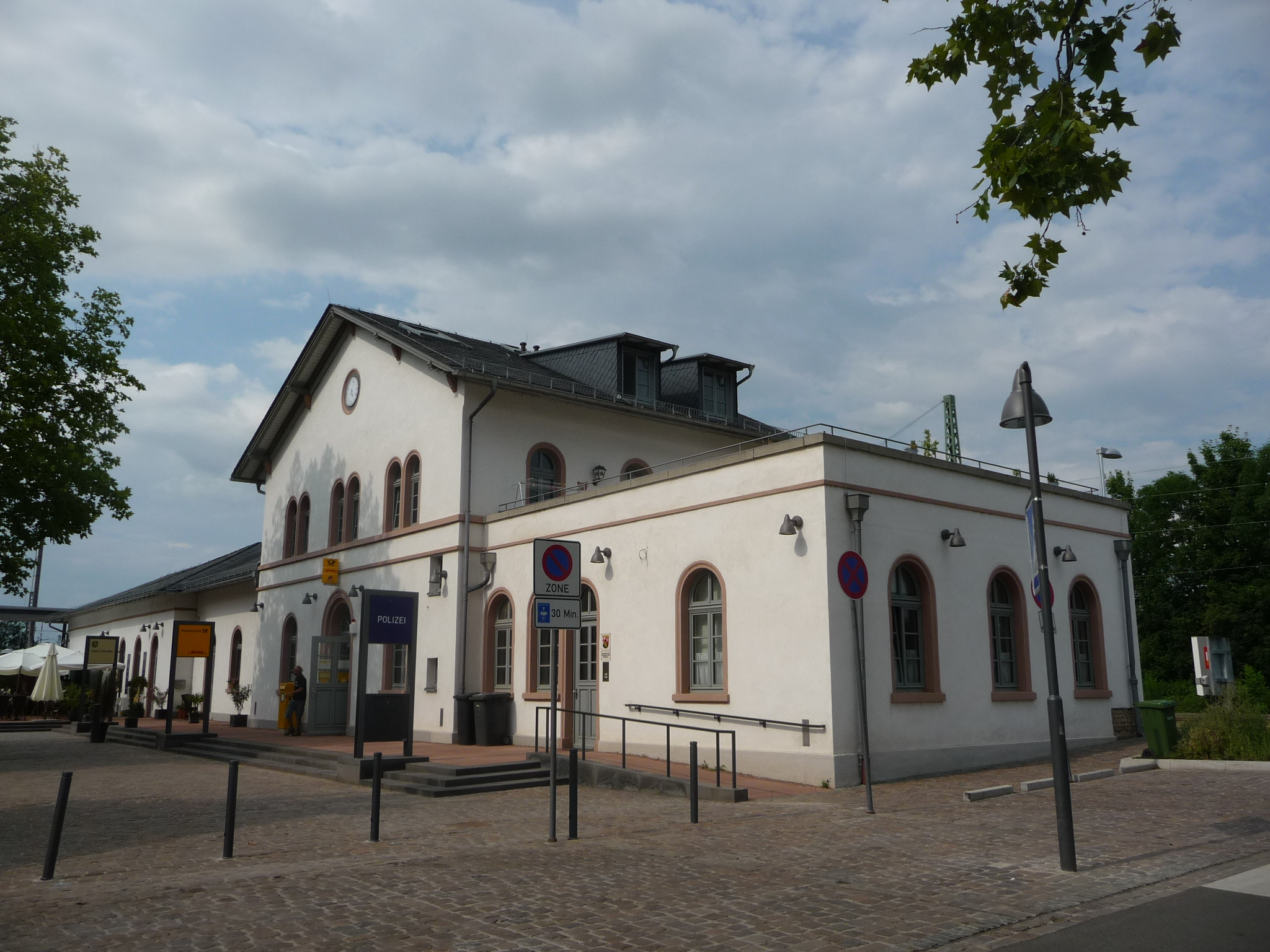
Bahnhof Osthofen, Straßenseite

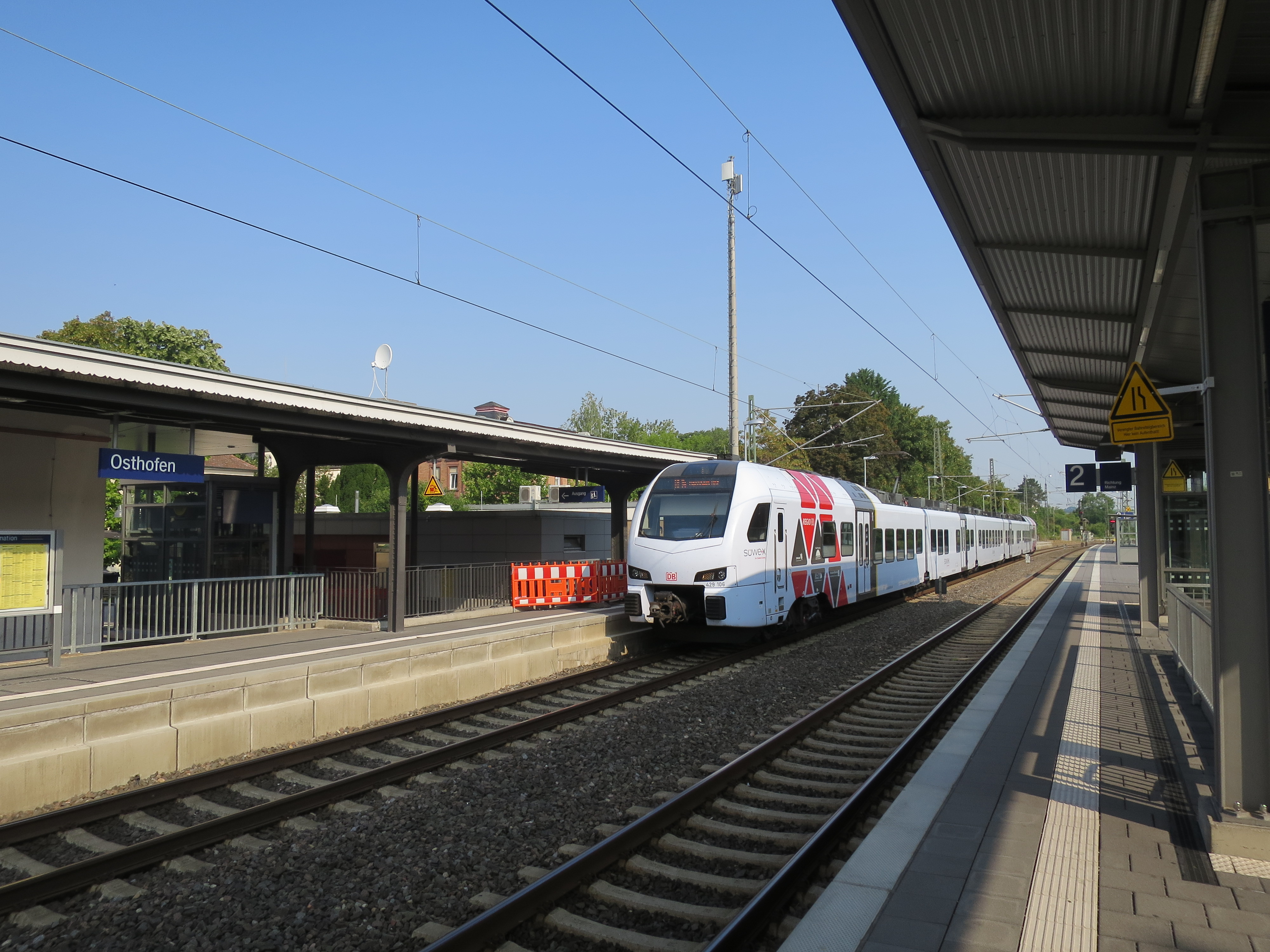
Durchfahrt des Regional-Expresses Mainz–Karlsruhe durch den Bahnhof Osthofen (Sommer 2018)

Der Bahnhof Osthofen ist der Bahnhof der Stadt Osthofen in der Verbandsgemeinde Wonnegau im rheinland-pfälzischen Landkreis Alzey-Worms. Früher ein bedeutender Eisenbahnknotenpunkt von vier verschiedenen Bahnstrecken, handelt es sich heute nur noch um einen einfachen S-Bahnhof.

## Geografische Lage
Der Bahnhof liegt an Streckenkilometer 37,7 der Bahnstrecke Mainz–Mannheim in der Oberrheinischen Tiefebene. Die Postanschrift des Bahnhofs lautet Bahnhofstraße 1, 67574 Osthofen.

## Geschichte
Der Bahnhof ging am 7. August 1853 in den planmäßigen Betrieb, als die aus nördlicher Richtung von Mainz kommende Strecke bis hierhin betriebsfertig war. Bauherrin der Strecke und des Bahnhofs war die Hessische Ludwigsbahn. Am 25. August 1853 ging dann der aus dem Bahnhof nach Süden führende Streckenabschnitt bis Worms in Betrieb.
Der Bahnhof erhielt im Laufe der Zeit weitere Streckenanschlüsse, die aber heute weitestgehend wieder aufgegeben sind:
- Bahnstrecke Osthofen–Westhofen, eröffnet 1888,[6] Personenverkehr bis 1953, Güterverkehr bis 1958.
- Bahnstrecke Gau Odernheim–Osthofen, eröffnet 1897, Personenverkehr gab es bis 1974, der Güterverkehr wurde in Etappen eingestellt und 1992 ganz aufgegeben.
- Bahnstrecke Osthofen–Rheindürkheim–Guntersblum, eröffnet 1900,[7] Personenverkehr bis 1969, Güterverkehr heute nur noch bis Rheindürkheim, jenseits von Rheindürkheim wurde er noch vor 1992 eingestellt.[8]

Die Strecke nach Westhofen war im Unterschied zu den anderen Strecken privat gebaut und betrieben worden. Eigentümer war das Eisenbahnkonsortium H. Bachstein, das die Bahn 1895 in die neu gegründete Tochtergesellschaft Süddeutsche Eisenbahn-Gesellschaft überführte. Die Bahn hatte zunächst keine eigenen Bahnhofsanlagen in Osthofen, Züge der Bahn fuhren in den Staatsbahnhof ein. 1930 wurden neben dem Übergabegleisen einige weitere Gleise angelegt, die mit der Stilllegung alle verschwunden sind.
Der inzwischen starke Verkehr erforderte 1903 den Bau eines Weichenstellwerkes. Neben dem Fahrdienstleiter (Of) gab es drei Stellwerke: Osthofen Süd (Os), Osthofen Nord (On) und Osthofen Zustimmung (Oz), das später als Weichenwärterhäuschen genutzt wurde. 1969 ersetzte ein zentrales Drucktastenstellwerk (Sp Dr L 60) mit der Bezeichnung „Of“ alle vorhandenen mechanischen Stellwerke. Mit Einführung des Relaisstellwerkes Worms (Sp Dr L 60) wurde 1985 die gesamte Steuerung dort zentralisiert.
Am 20. September 1919 kam es bei einem Güterzug auf der Bahnstrecke Gau Odernheim–Osthofen bei Bechtheim zu einer Zugtrennung und die hinteren sechs Wagen liefen im Gefälle der Strecke hinunter bis in den Bahnhof Osthofen. Dort prallten sie auf den hinteren Teil eines Personenzuges, der abfahrbereit im Bahnhof stand und nach Worms fahren sollte. Dessen letzter Wagen wurde zertrümmert, die Trümmer gerieten in Brand. Den meisten Reisenden gelang es vor dem Aufprall noch, den Zug zu verlassen. Zwei Menschen starben, zwei weitere wurden schwer verletzt.
Bereits 1927 wurde der Lokomotiv-Bahnhof der Staatsbahn aufgegeben.
Bis 2016 wurde der Bahnhof barrierefrei umgebaut.
Heute verkehrt die S-Bahn-Linie S6 der S-Bahn RheinNeckar zwischen Mainz und Mannheim. Seit dem Fahrplanwechsel 2018/2019 im Dezember 2018 wird die Strecke – auch am Wochenende – im Halbstundentakt bedient.

## Beschreibung
Der Bahnhof Osthofen ist ein Durchgangsbahnhof mit drei Bahnsteiggleisen. Das Empfangsgebäude steht westlich der Gleise in Seitenlage. Es gibt einen Hausbahnsteig (Gleis 1) und einen Mittelbahnsteig (Gleis 2 und 3); dieser wird über einen Tunnel mit Aufzugsanlagen erreicht. Das Gleis 4, welche der Altrheinbahn diente, ist abgebaut, der alte Bahnsteig noch erkennbar. Fahrplanmäßig werden nur die Gleise 1 und 2 zum Halt der Personenzüge genutzt. Östlich der Bahnsteige gibt es noch ein Überholgleis. Südlich der Bahnsteige waren früher mehrere Abstell- und Ladegleise vorhanden. Zudem zweigten hier Gleise der Bahnstrecke nach Guntersblum ab. Der Bahnhof gehört der Preisklasse 4 an.

## Empfangsgebäude
Das Empfangsgebäude von Osthofen ist ein standardisierter Typenbau, den der Architekt der Hochbauten der Strecke, Ignaz Opfermann, in den meisten Bahnhöfen entlang der Strecke errichten ließ. Es ist – trotz aller Veränderungen am Bauwerk und im Umfeld – in seinem äußeren Erscheinungsbild gut erhalten. An den zweigeschossigen, giebelständigen Mittelteil sind zwei parallel zum Bahnsteig liegende eingeschossige Flügel angebaut. Diese sind im Gegensatz zum Hauptgebäude traufständig. Das Hauptgebäude ist dreiachsig. Das Empfangsgebäude ist klassizistisch geprägt, weist klare kubische Formen und eine flache Dachneigung auf. Überwiegend gliedern Rundbogenfenster und Gesimse das Gebäude. Im Innern gab es getrennte Wartesäle einerseits für die erste und zweite, andererseits für die dritte Klasse. Die Bahnhofsgaststätte wurde erst nachträglich eingebaut.
Das Empfangsgebäude ist ein Zeugnis künstlerischen Schaffens und der Technikgeschichte und ein ortsbildprägendes Gebäude für die Stadt Osthofen, an dessen Erhaltung, Pflege, Dokumentation und wissenschaftlicher Erforschung ein geschichtliches, wissenschaftliches, künstlerisches, städtebauliches und öffentliches Interesse besteht. Nach den Kriterien des Rheinland-Pfälzischen Denkmalschutzgesetzes handelt es sich somit um ein Kulturdenkmal. Gleichwohl ist es als solches in keiner Aufstellung der Direktion Landesdenkmalpflege (Landesamt für Denkmalpflege Rheinland-Pfalz) gelistet.
Im Empfangsgebäude sind heute unter anderem eine Polizeiwache, eine Postfiliale und Gastronomie untergebracht.

## Verkehr

### Bahnverkehr
Im Bahnhof Osthofen halten täglich im 30-Minuten-Takt Züge der S-Bahn-Linie S6 der S-Bahn RheinNeckar von Mainz über Worms und Frankenthal nach Mannheim. Einige Züge verkehren ab Mannheim weiter über Weinheim nach Bensheim. Die Fahrtzeit zum Mainzer Hauptbahnhof beträgt rund 40 Minuten, der Mannheimer Hauptbahnhof wird in rund 45 Minuten erreicht. Vereinzelt halten in Osthofen auch Züge der Regional-Express-Linien 4 und 14 zwischen Frankfurt und Karlsruhe bzw. Frankfurt und Mannheim.
| Linie | Verlauf | Takt                                               | Betreiber      |
| ----- | --- | -------------------------------------------------- | -------------- |
| S 6   | Bensheim – Heppenheim (Bergstr) – Laudenbach (Bergstr) – Hemsbach – Weinheim-Sulzbach – Weinheim (Bergstr) Hbf – (Weinheim-Lützelsachsen –) (einzelne Züge) Heddesheim/Hirschberg – Ladenburg – Neu-Edingen/Friedrichsfeld – Mannheim-Seckenheim – Mannheim ARENA/Maimarkt – Mannheim Hbf – Ludwigshafen (Rhein) Mitte – Ludwigshafen (Rhein) Hbf – Ludwigshafen-Oggersheim – Frankenthal Süd – Frankenthal Hbf – Bobenheim – Worms Hbf – Osthofen – Mettenheim – Alsheim – Guntersblum – Dienheim – Oppenheim – Nierstein – Nackenheim – Bodenheim – Mainz-Laubenheim – Mainz Römisches Theater – Mainz Hbf (← Wiesbaden Hbf) (ein Zug) Stand: Fahrplanwechsel Dezember 2021 | 60 min (Bensheim–Mannheim) 30 min (Mannheim–Mainz) | DB Regio Mitte |
| RE4   | SÜWEX: Karlsruhe Hbf – Graben-Neudorf – Philippsburg (Baden) – Germersheim – Speyer Hbf – Schifferstadt – Ludwigshafen (Rhein) Hbf – Frankenthal Hbf – Worms Hbf → Osthofen → Guntersblum → Oppenheim → Nierstein → Mainz Römisches Theater – Mainz Hbf – Hochheim (Main) – Frankfurt-Höchst – Frankfurt (Main) Hbf Stand: Fahrplanwechsel Dezember 2021 | ein Zug                                            | DB Regio Mitte |
| RE14  | SÜWEX: Mannheim Hbf – Ludwigshafen (Rhein) Mitte – Ludwigshafen (Rhein) Hbf – Frankenthal Hbf – Worms Hbf – Osthofen – Guntersblum – Oppenheim – Nierstein – Mainz Römisches Theater – Mainz Hbf – Hochheim (Main) – Frankfurt-Höchst – Frankfurt (Main) Hbf * einzelne Züge Stand: Fahrplanwechsel Dezember 2021 | einzelne Züge                                      | DB Regio Mitte |

Die ehemaligen Strecken nach Westhofen und Gau Odernheim wurden 1958 und 1992 komplett stillgelegt. Auf der „Altrheinbahn“ genannten Bahnstrecke Osthofen–Rheindürkheim–Guntersblum findet heute nur noch vereinzelt Güterverkehr bis in das Industriegebiet Worms-Rheindürkheim statt.

### Busverkehr
Ab der Bushaltestelle Osthofen Bahnhof verkehren die VRN-Buslinien 431, 432, 434 und 435 nach Worms, Alzey sowie in andere Ortschaften des Landkreises Alzey-Worms.